# Mincovňa Kremnica

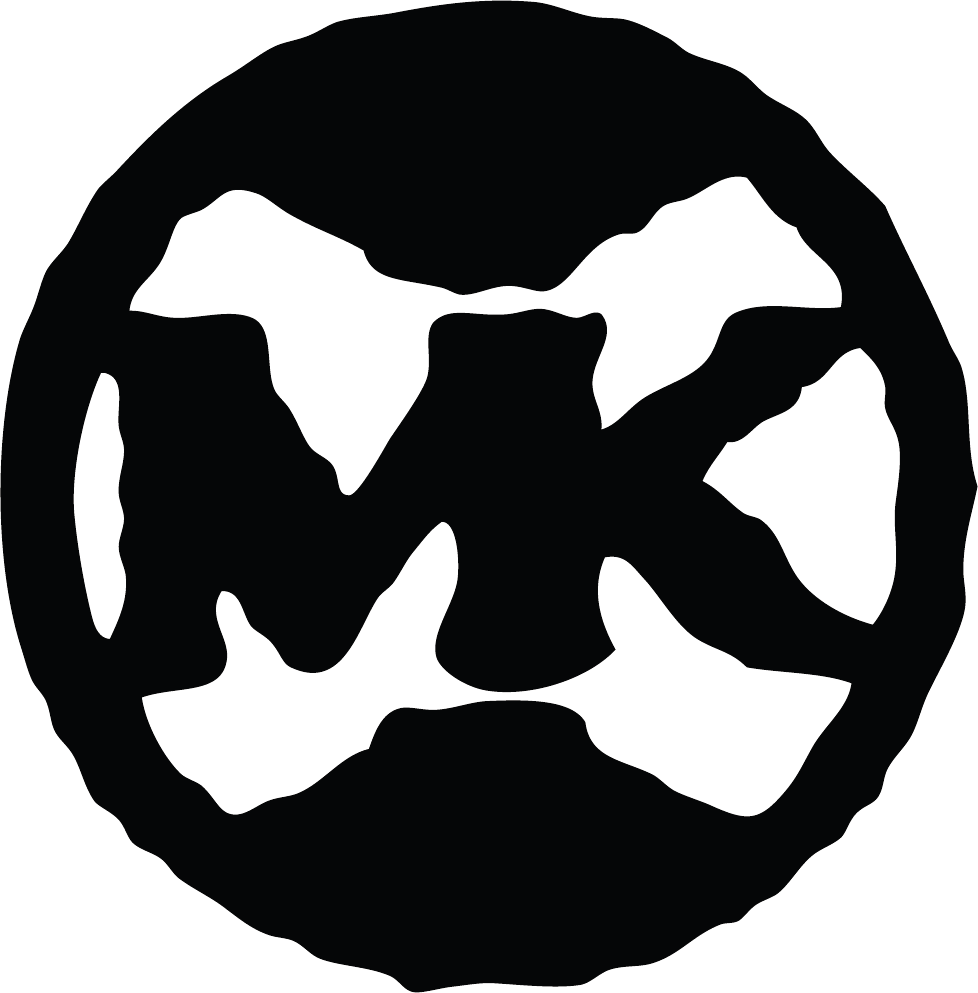
Münzzeichen der Prägeanstalt

Die Mincovňa Kremnica, štátny podnik (deutsch Münzhaus Kremnica, Staatsbetrieb) in Kremnica (deutsch Kremnitz) ist die Münzprägestätte der Slowakei. Das Münzzeichen ist MK im Kreis, zwischen zwei Prägestempeln oben und unten.
Der Prägeanstalt ist auch ein Münzenmuseum mit Dauer- und Sonderausstellungen angeschlossen, das von der Nationalbank der Slowakei unterhalten wird.

## Geschichte

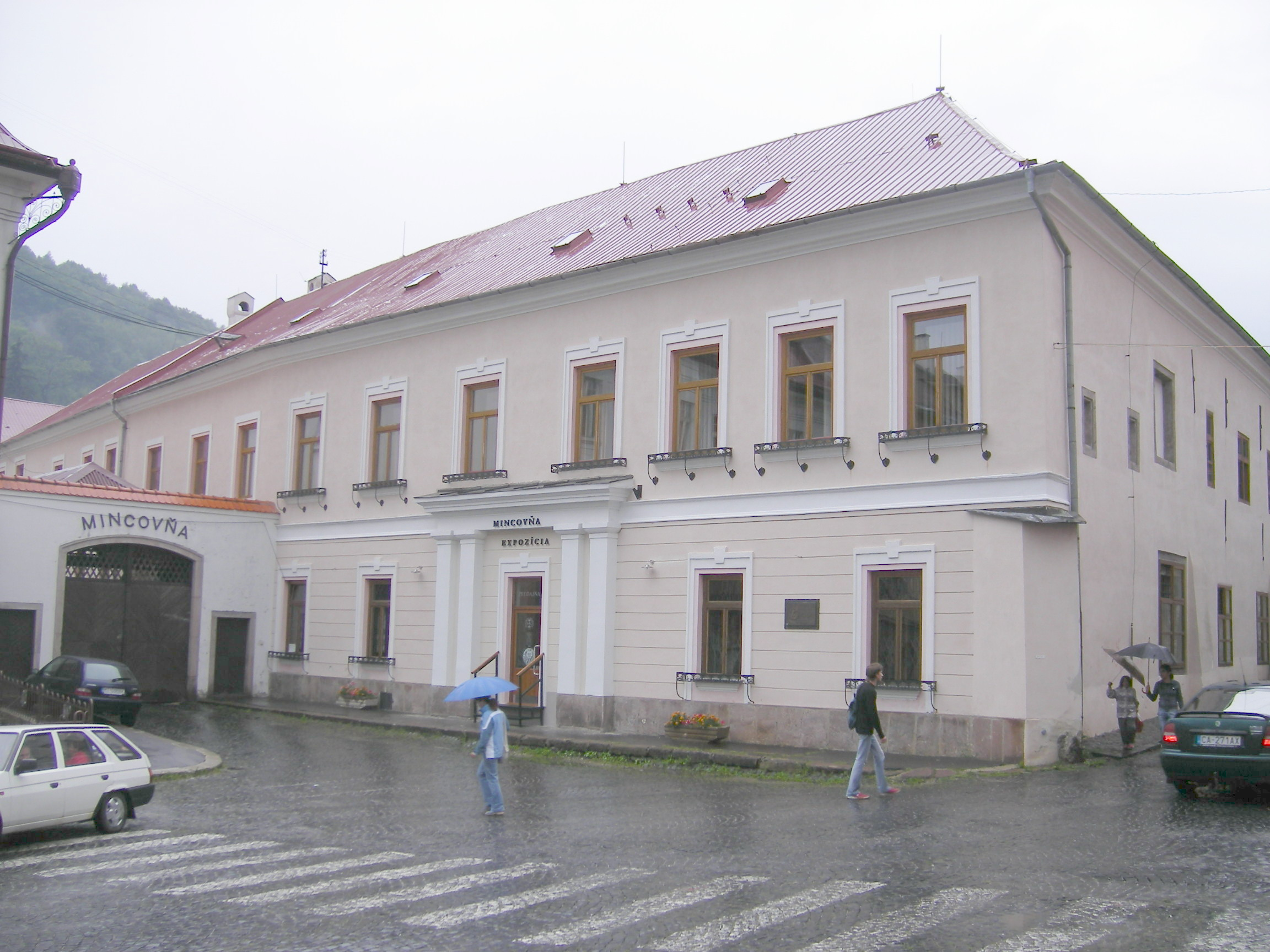
Gebäude des Münzhauses Kremnica

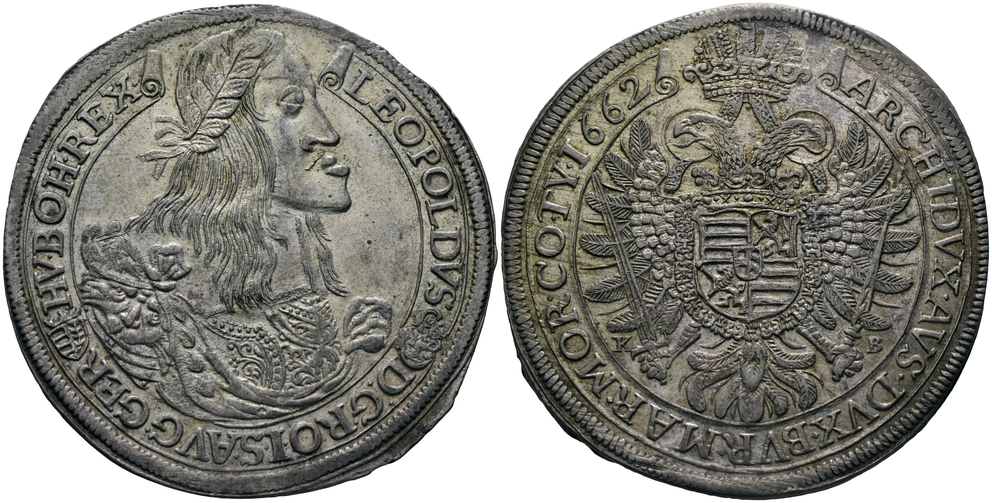
Banderolentaler Leopolds I. von 1662 aus der Münzstätte Kremnitz

Am 17. Dezember 1328 wurde Cremnychbana das Privileg einer Münzstadt durch den ungarischen König Karl Robert von Anjou verliehen. Im Mittelalter wurden im Umland von Kremnitz, der Mittelslowakei, große Mengen an Gold und Silber gefördert, die in der Münzstätte zu Münzen geschlagen wurden. Sie wurden nach dem Vorbild der Münzen aus Florenz geprägt und galten wegen ihres hohen Feingehalts als härteste Währung im mitteleuropäischen Raum.
Im Jahr 1499 begann die Prägeanstalt in Kremnica als eine der ersten Münzhäuser mit der Herstellung von Münzen aus Silber. Die Mincovňa Kremnica galt jahrhundertelang als führend in der Münzprägung, vor allem bei der Entwicklung neuer Produktionstechniken. Die Blütezeit erlebte das Kremnitzer Münzhaus unter der kaiserlichen Herrschaft von Maria Theresia, als hier mehr Münzen geprägt wurden als in allen anderen Münzstätten der Monarchie zusammen.
In beiden Weltkriegen wurde das Münzhaus schwer beschädigt, aber stets wiedererrichtet, damit auch weiterhin Münzgeld für die Tschechoslowakei hergestellt werden konnte. 1986 wurde die Münzprägung in ein neues Werk außerhalb des Stadtzentrums verlegt. Das alte Gebäude wurde aber weiterhin für die Prägung von u. a. Medaillen und Orden genutzt. Nach einer umfassenden Restaurierung kehrte die gesamte Produktion aus dem neuen Werk wieder in die alte Münzstätte zurück.
Im Jahr 2011 wurde die Prägeanstalt zum Europäischen Kulturerbe erklärt.